# Leptothorax braunsi
Leptothorax braunsi är en myrart som först beskrevs av Auguste-Henri Forel 1912.  Leptothorax braunsi ingår i släktet smalmyror, och familjen myror. Inga underarter finns listade i Catalogue of Life.